# 正親町三条公躬
正親町三条公躬（おおぎまちさんじょう きんみ、正応3年（1290年） - 康永元年（1340年）4月11日）は、鎌倉時代後期から南北朝時代にかけての公卿。法名は頓空。

## 官歴
- 永仁4年（1296年）：従五位上
- 正安4年（1302年）：備前守
- 嘉元2年（1304年）：正五位下
- 徳治3年（1308年）：左馬権頭
- 延慶2年（1309年）：従四位下
- 延慶3年（1310年）：従四位上
- 延慶4年（1311年）：治部卿、左近衛中将
- 応長2年（1312年）：右近衛中将、正四位下
- 正和6年（1317年）：従三位、右兵衛督
- 元徳3年（1331年）：正三位
- 元弘2年（1332年）：従二位、刑部卿
- 建武4年（1337年）：刑部卿

## 系譜
- 実父：三条実仲
- 養父：正親町三条実躬